# Gazu Hyakki Yagyō
Gazu Hyakki Yagyō (画図百鬼夜行 (Họa Đồ Bách Quỷ Dạ Hành)) là cuốn đầu tiên trong bộ tứ sách tranh e-hon Gazu Hyakki Yagyō nổi tiếng của họa sĩ Nhật Bản Toriyama Sekien, được xuất bản năm 1776. Mặc dù tựa đề dịch ra từng chữ là "Tranh vẽ về cuộc diễu hành ban đêm của một trăm con quỷ" nhưng nó lại được dựa trên một thành ngữ là hyakki yagyō, ngụ ý nói đến một bầy vô số con không thể đếm được.
Quyển sách là một bản trích yếu về các sinh vật siêu nhiên, một bộ sưu tập về các loài ma quỷ, linh hồn, yêu quái, quái vật từ văn học, truyện dân gian và những tác phẩm nghệ thuật khác. Các bức vẽ trong Gazu Hyakki Yagyō có sự ảnh hưởng mạnh từ một tập tranh cuộn năm 1737 có tên là Hyakkai Zukan của họa sĩ Sawaki Sūshi. Họa sĩ Sekien có sự đổi mới ở chỗ ông đã soạn ra tập tranh bằng phương pháp in khối gỗ mà có thể được sản xuất hàng loạt trong một khuôn khổ sách giới hạn. Có ý định ban đầu là một tập sách nhái lại của những cuốn sách tham khảo đã nổi tiếng thời bấy giờ như Wakan Sansai Zue, nó đã trở thành một cuốn sách tham khảo theo cách riêng của nó, và ảnh hưởng sâu sắc đến hình ảnh của các yōkai về sau ở Nhật Bản. Cuốn sách đã chứng tỏ độ nổi tiếng của mình qua 3 lần tái bản trong suốt thời kỳ Edo bởi nhiều nhà phát hành sách khác nhau. Cuốn sách được biên soạn thành ba tập phụ: Âm (陰), Dương (陽) và Phong (風). Âm là lời tựa của nhà thơ Maki Tōei, còn Phong là lời bạt của tác giả Sekien.
Tiếp sau Gazu Hyakki Yagyō là Konjaku Gazu Zoku Hyakki (今昔画図続百鬼 (Kim Tịch Họa Đồ Tục Bách Quỷ)) năm 1779.

## Tập đầu tiên: "Âm" - 陰
Tập đầu tiên của Gazu Hyakki Yagyō có tên là "Âm", gồm các yōkai sau:

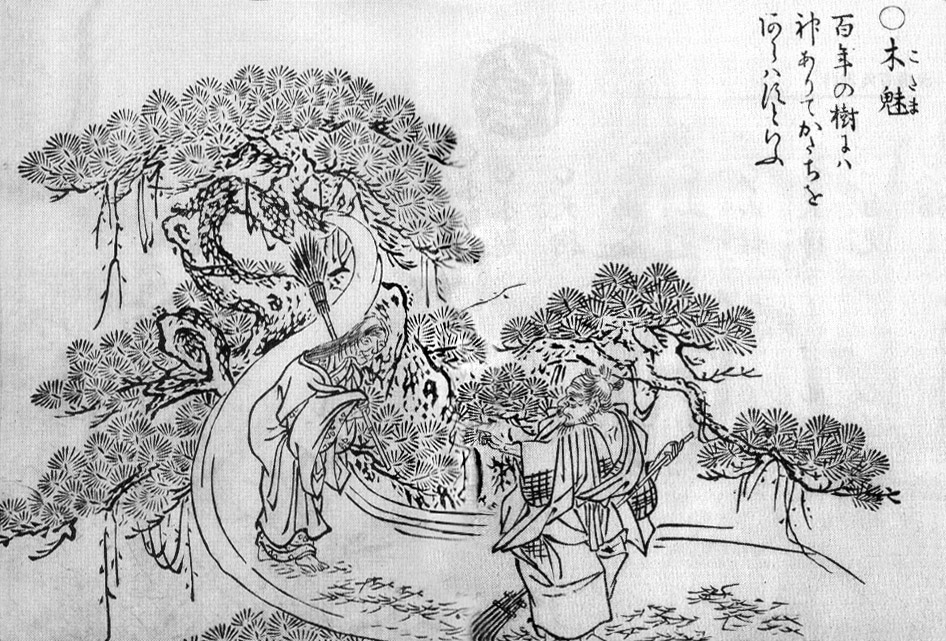
Kodama (木魅, "Mộc Mị") : Lời bình của Sekien: người ta nói rằng có một vị thần xuất hiện trong những cái cây trăm tuổi (百年の樹には神ありてかたちをあらはすといふ。)
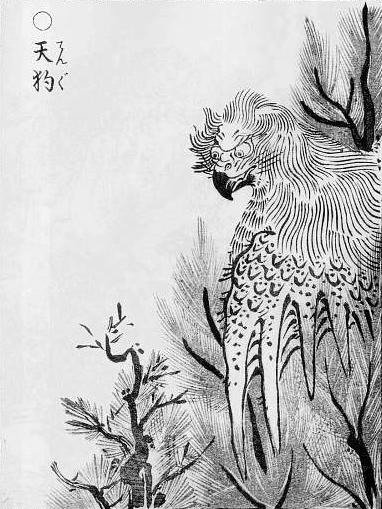
Tengu (天狗, Thiên Cẩu)
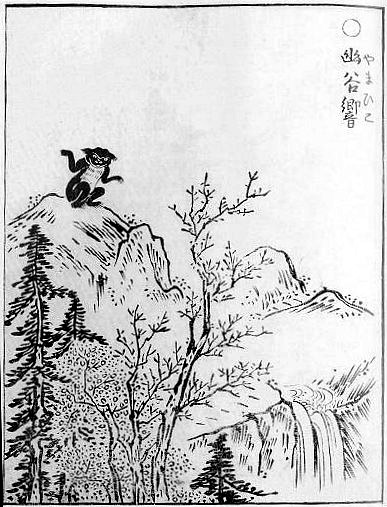
Yamabiko (幽谷響, U Cốc Hưởng)
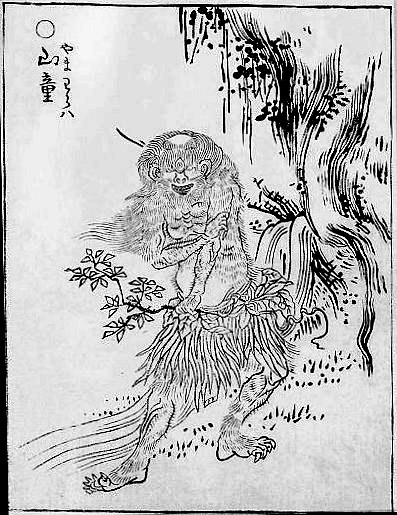
Yamawarawa (山童, Sơn Đồng)
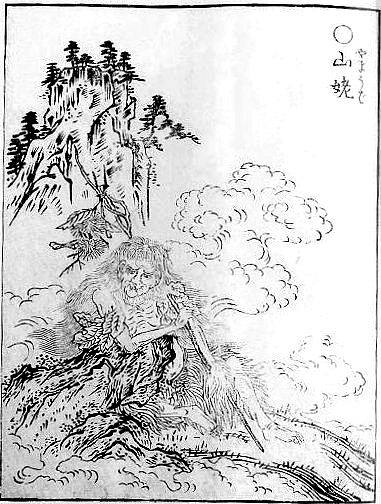
Yama-uba (山姥, Sơn Mụ)
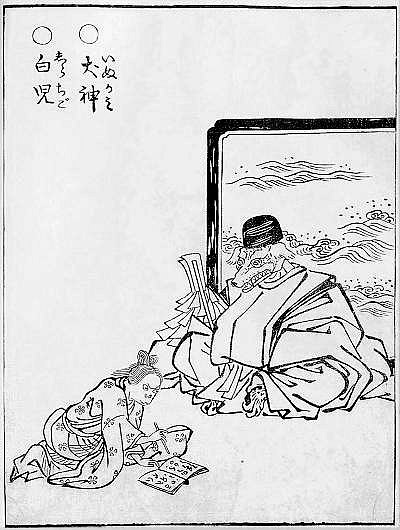
Inugami (犬神, Khuyển Thần) Sekien mô tả nó được hộ tống bởi một sinh vật nhỏ bé hơn gọi là Shirachigo (白児, Bạch Nhi).
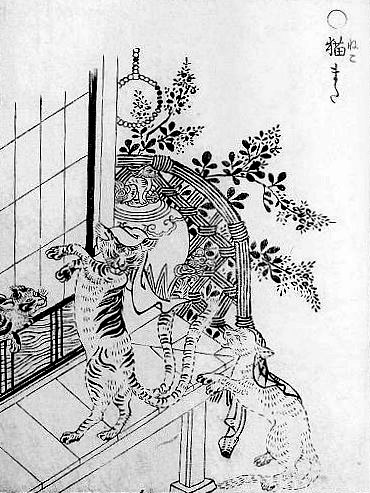
Nekomata (猫股, Miêu Cổ)
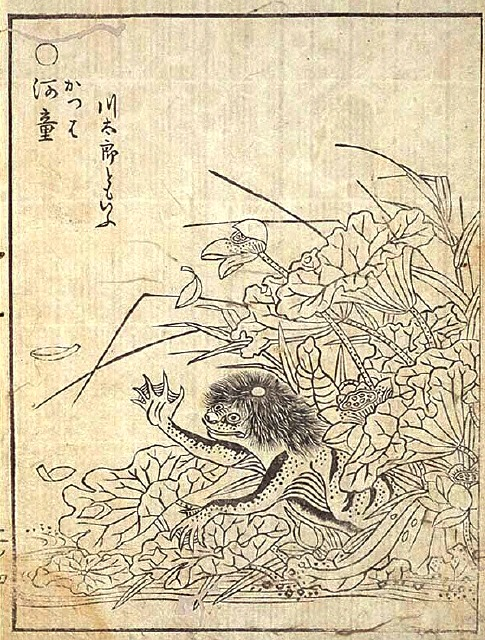
Kappa (河童, Hà Đồng) Lời bình của Sekien: Nó còn được gọi là kawatarō (川太郎, Xuyên Thái Lang). (川太郎ともいふ。)
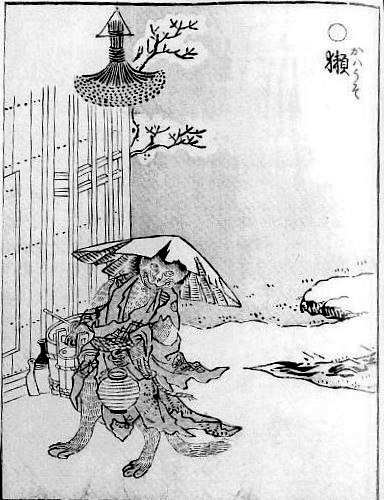
Kawauso (獺, Thát) (Rái cá sông)
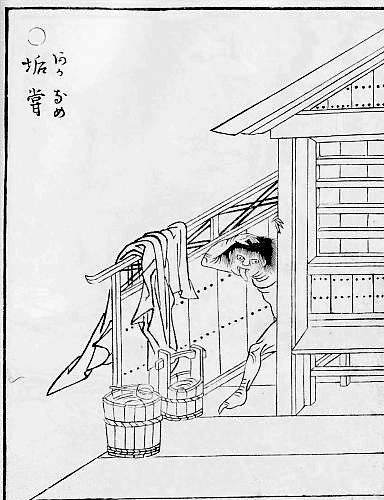
Akaname (垢嘗, Cấu Thường)
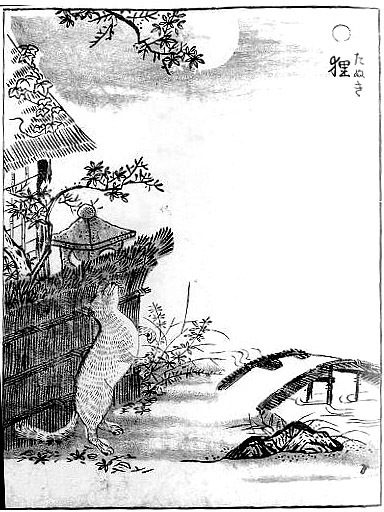
Tanuki (狸, Ly) (Lửng chó)
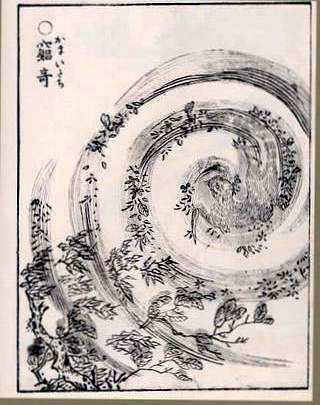
Kamaitachi (窮奇, Liêm Dứu)
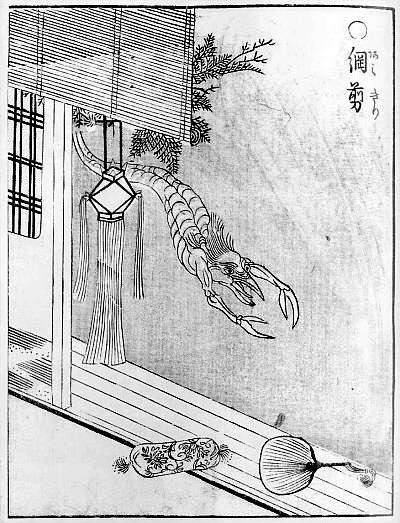
Amikiri (網剪, Võng Tiễn)
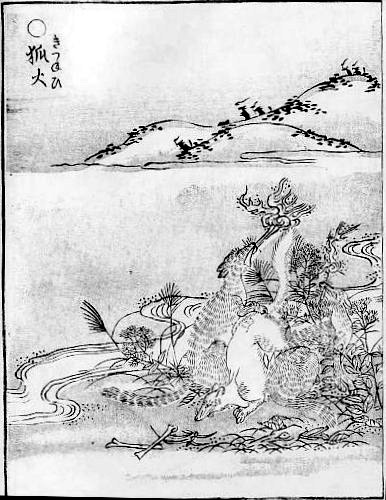
Kitsunebi (狐火, Hồ Hỏa) (Lửa Cáo)

## Tập thứ hai: "Dương" – 陽
Tập thứ hai của Gazu Hyakki Yagyō có tên là "Dương", gồm các yōkai sau:

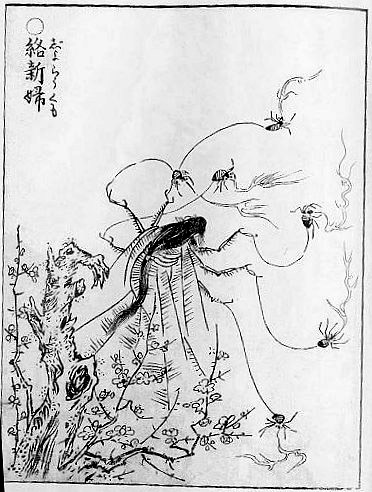
Jorōgumo (絡新婦, Lạc Tân Phụ)
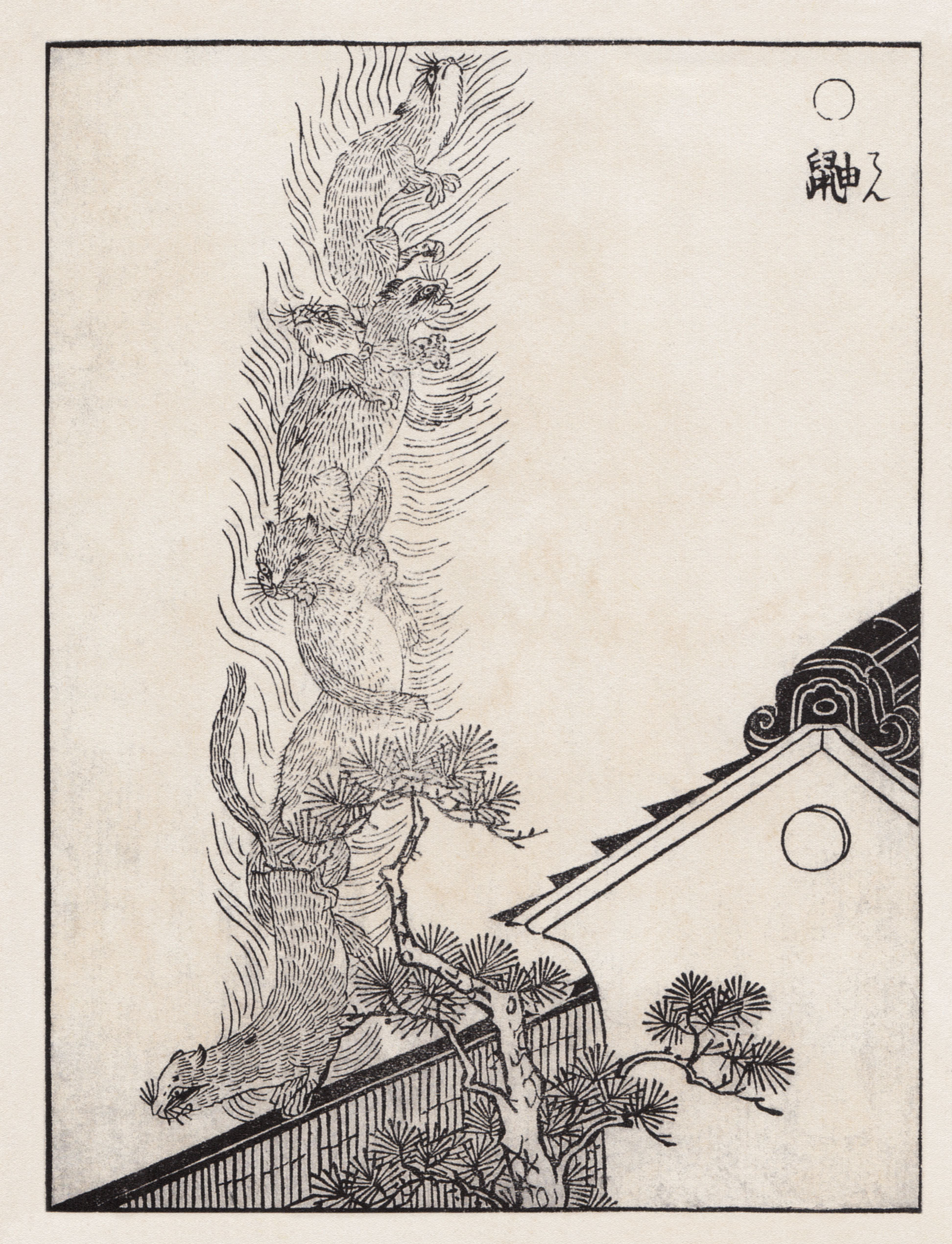
Ten, (Chồn Marten)
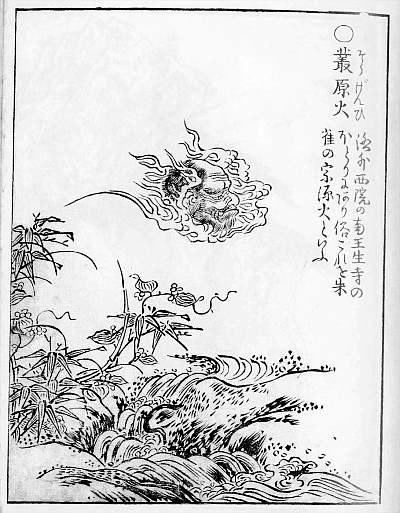
Lời bình của Sōgenbi Sekien: Nó có thể được tìm thấy ở phía tây Saiin bên ngoài thủ đô, gần đền Mibutera. Nó còn được gọi là Sōgenbi (叢原火, Tùng Nguyên Hỏa) của Suzaku.
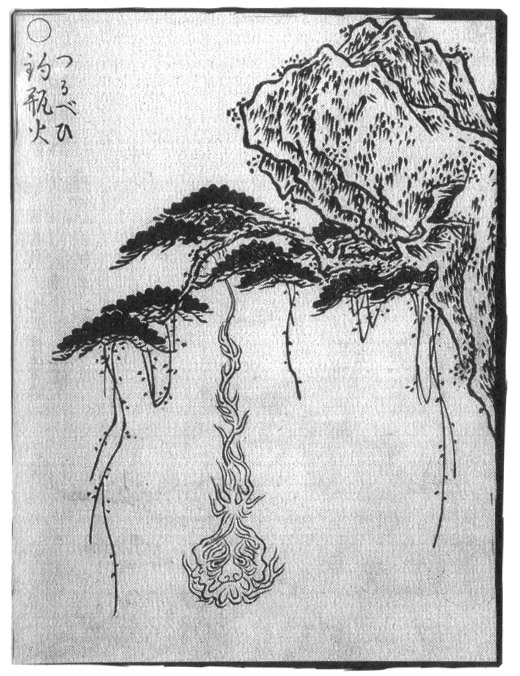
Tsurubebi (釣瓶火, Điếu Bình Hỏa)
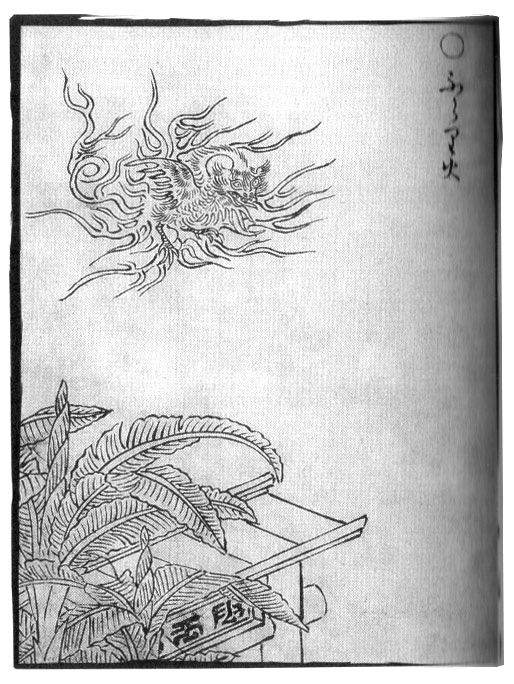
Furaribi (ふらり火)
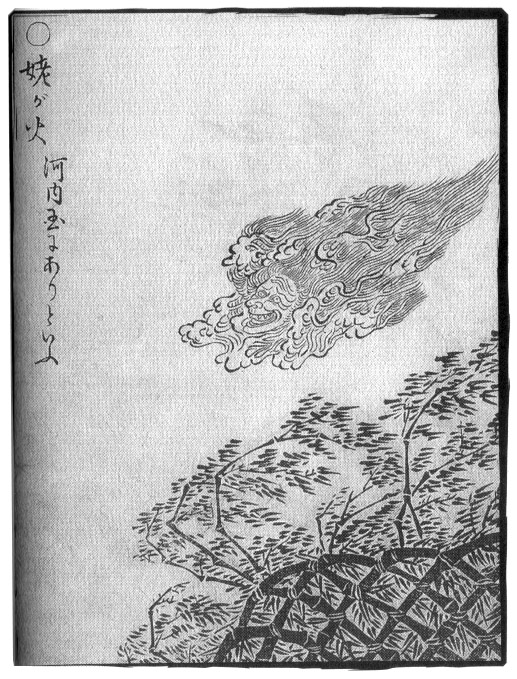
Ubagabi (姥火, Mụ Hỏa). Lời bình của Sekien: Người ta nói nó xuất hiện ở thành phố Kawachi.
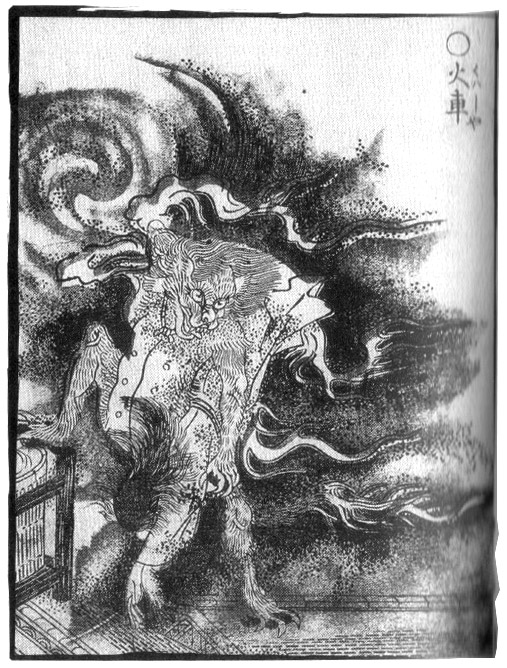
Kasha (火車, Hỏa Xa)
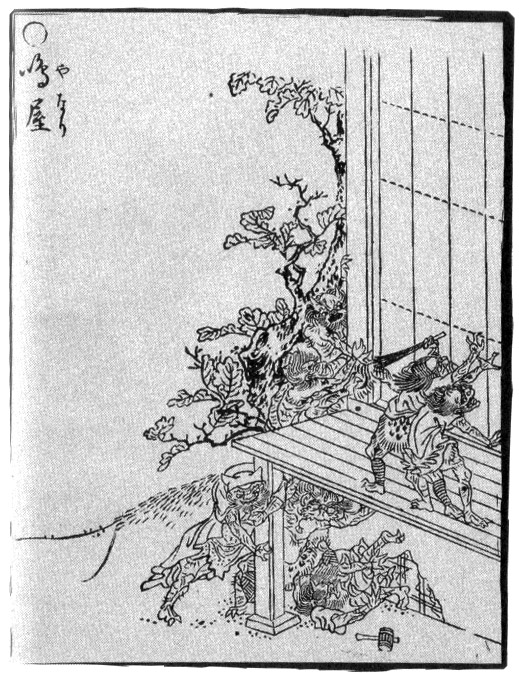
Yanari (Gia Ô)
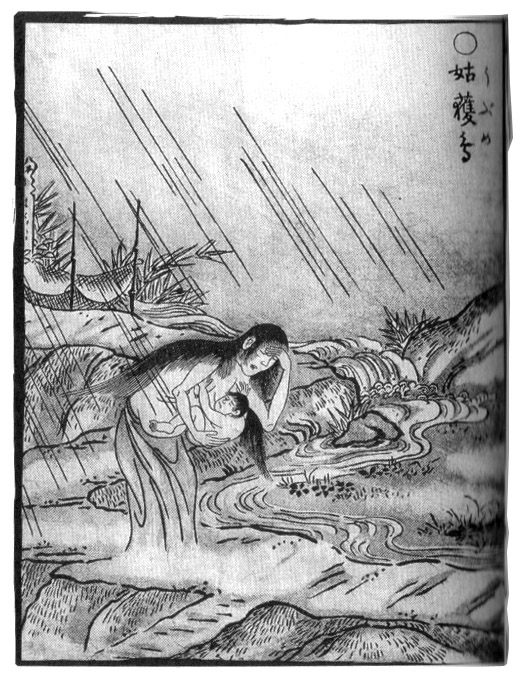
Ubume (産女, Sản Nữ)
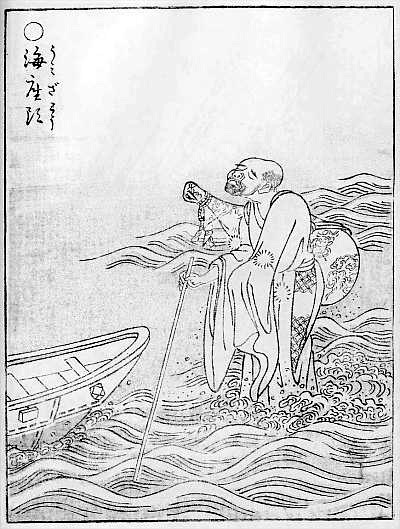
Umi zatō (海座頭, Hải Tọa Đầu)
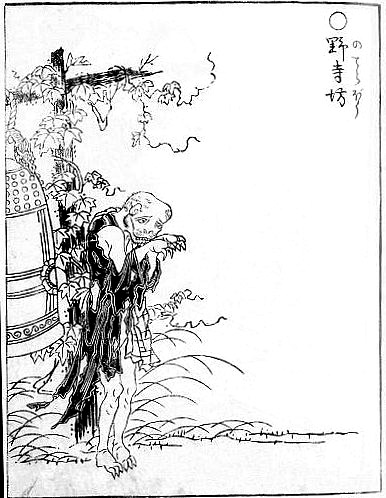
Noderabō (野寺坊, Dã Tự Phường)
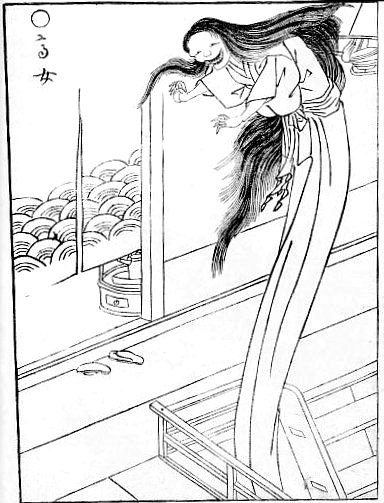
Takaonna (高女, Cao Nữ)
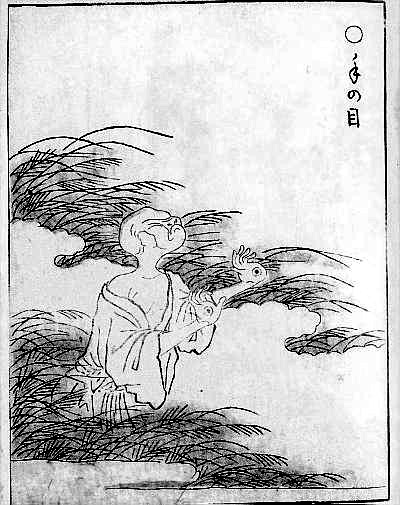
Tenome (手の目, Thủ Mục)
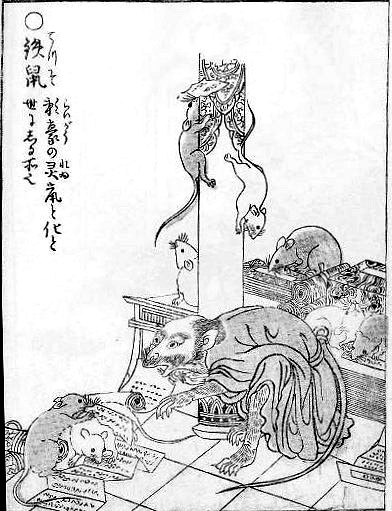
Tesso (鉄鼠. Thiết Thử). Lời bình của Sekien: Raigō trở thành tai họa của loài chuột và đã đi vào thế giới.
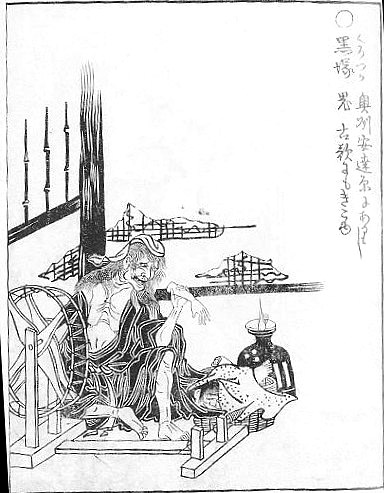
Kurozuka (黒塚, Hắc Trủng)
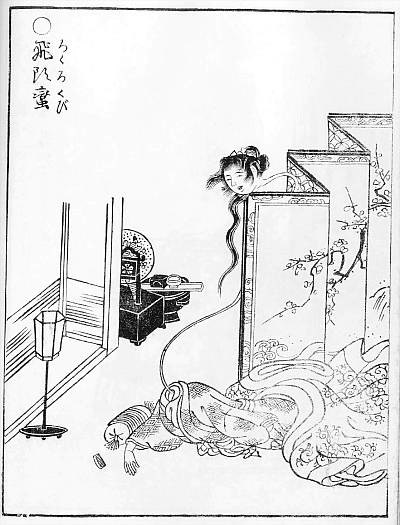
Rokurokubi (飛頭蛮, Phi Đầu Man)
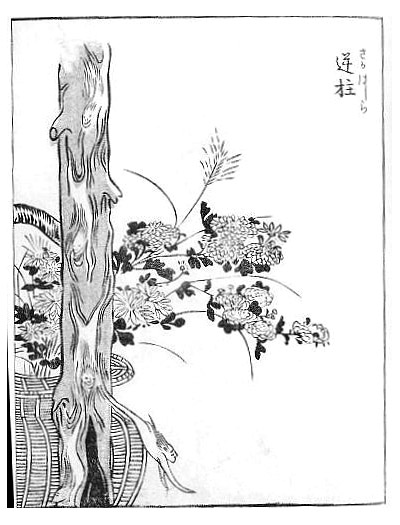
Sakabashira (逆柱, Nghịch Trụ)
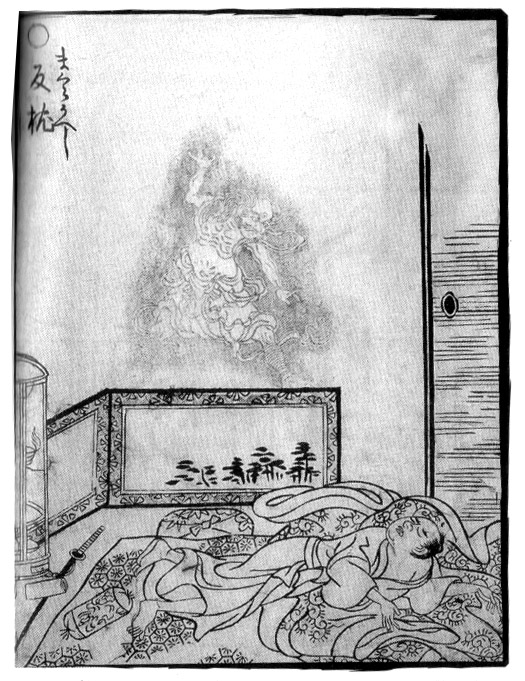
Makuragaeshi (反枕, Phản Chẩm)
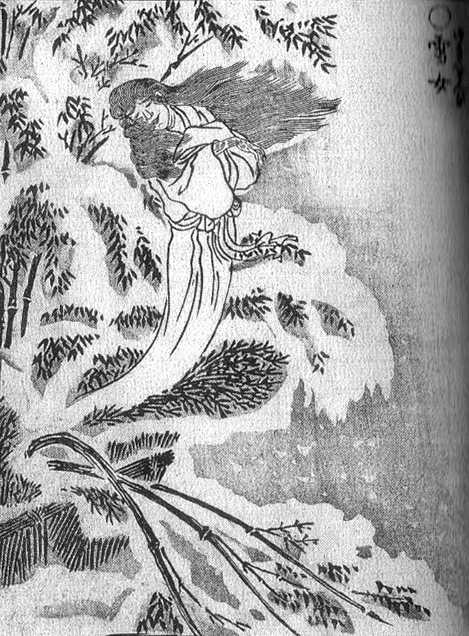
Yuki-onna (雪女, Tuyết Nữ)
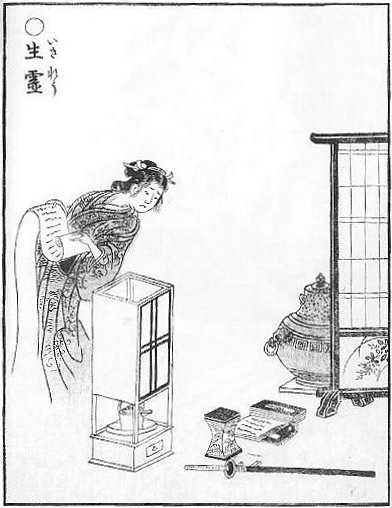
Ikiryō (生霊, Sinh Linh)
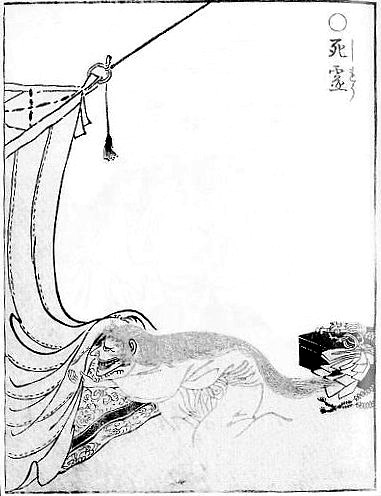
Shiryō (死霊, Tử Linh)
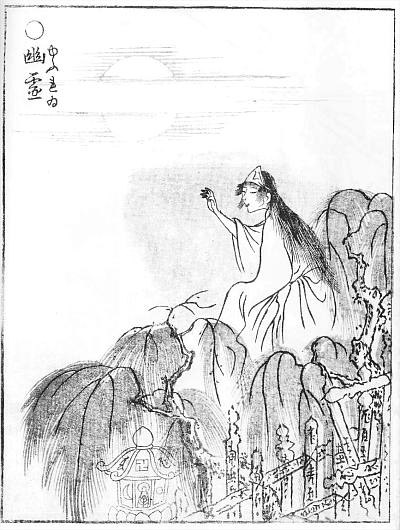
Yūrei (幽霊, U Linh)

## Tập thứ ba: "Phong" - 風
Tập thứ ba của Gazu Hyakki Yagyō có tên là "Phong", gồm các yōkai sau:

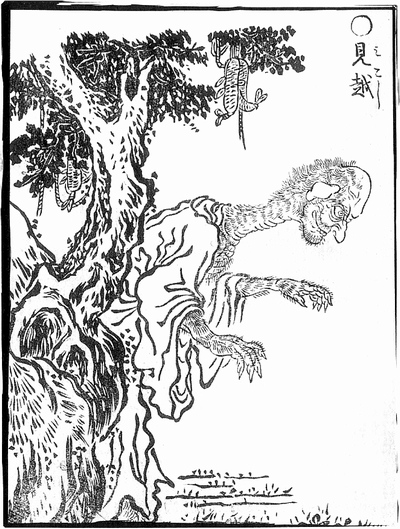
Mikoshi-nyūdō (見越し入道, Kiến Việt Nhập Đạo)
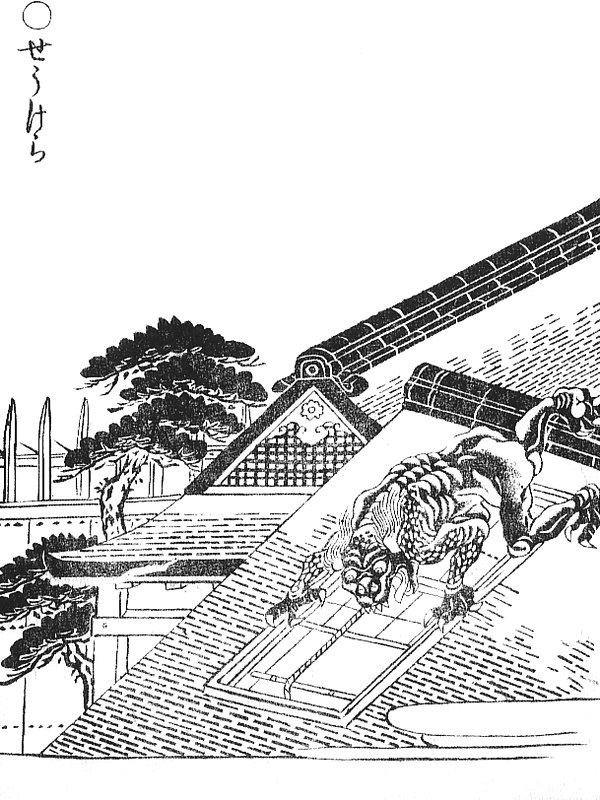
Shōkera (精螻蛄, Tinh Lâu Cô)
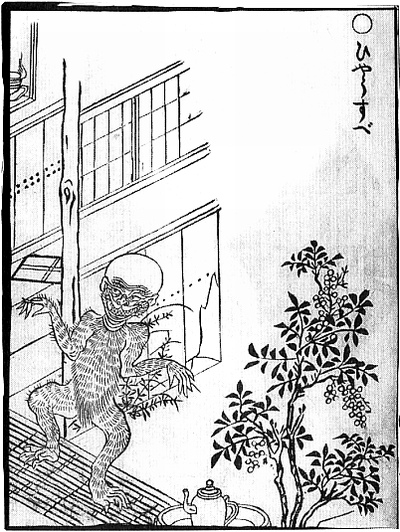
Hyōsube (兵主部, Binh Chủ Bộ)
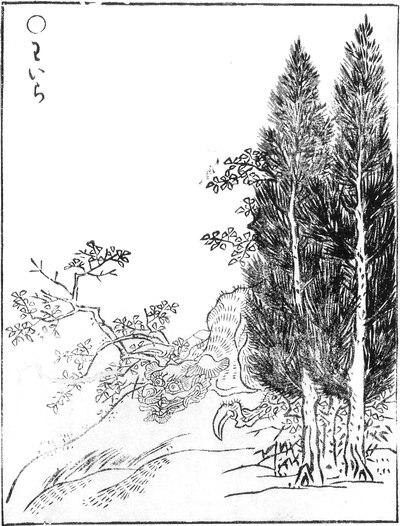
Waira (ワイラ)
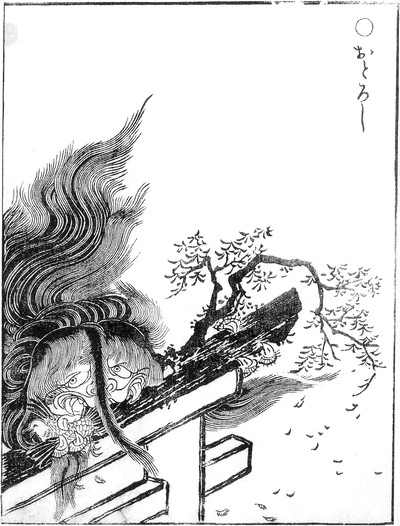
Otoroshi (おとろし)
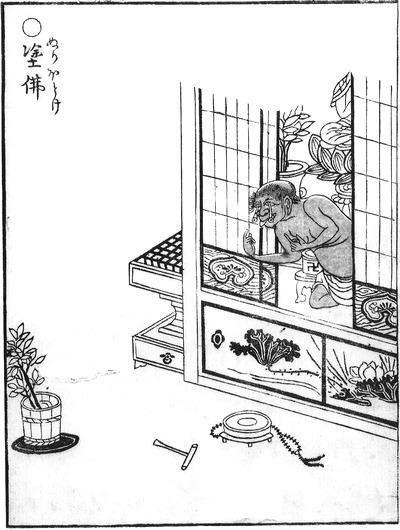
Nuribotoke (塗仏, Đồ Phật)
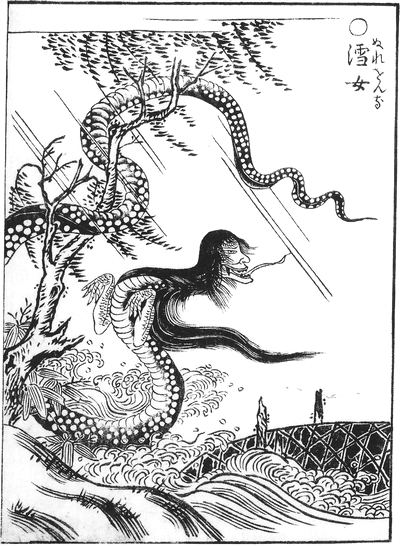
Nureonna (濡れ女, Nhu Nữ)
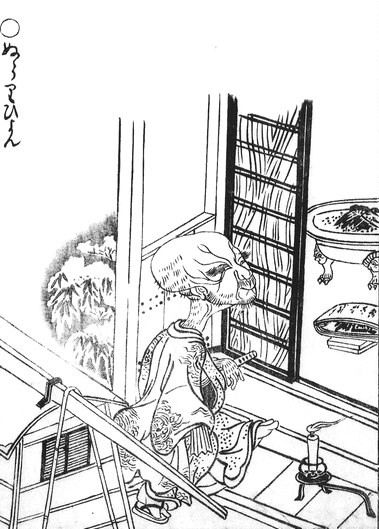
Nurarihyon (滑瓢, Hoạt Biều)
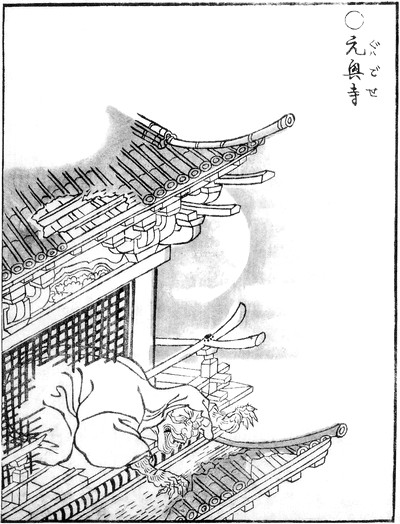
Gagoze (元興寺, Nguyên Hưng Tự)
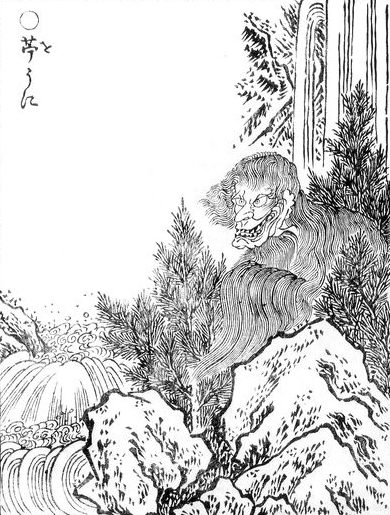
Ouni (苧うに, Trữ)
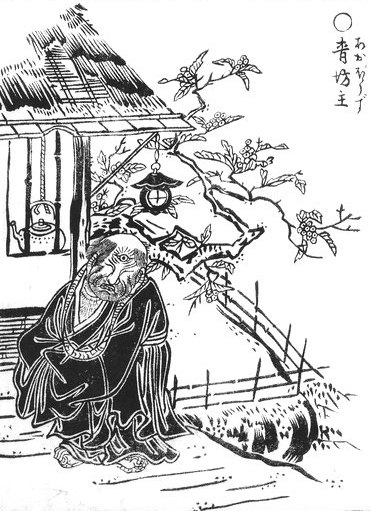
Aobōzu (青坊主, Thanh Phường Chủ)
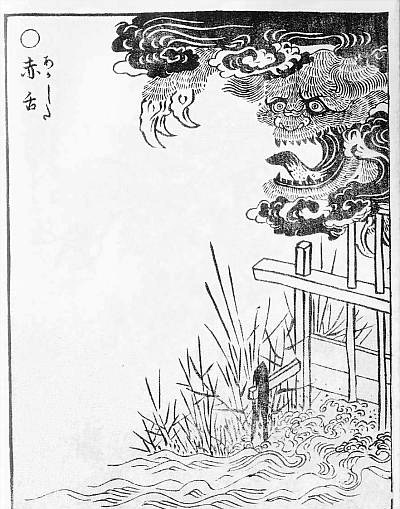
Akashita (赤舌, Xích Thiệt)
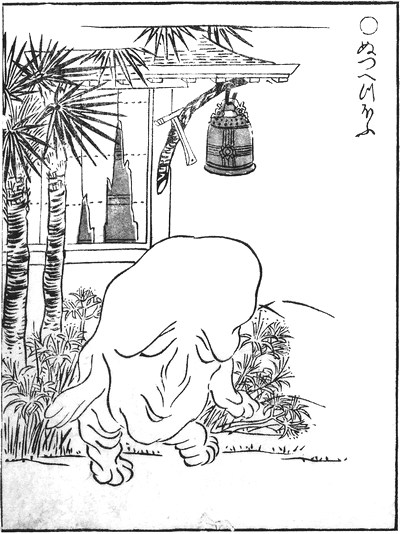
Nuppeppō (ぬっぺっぽう)
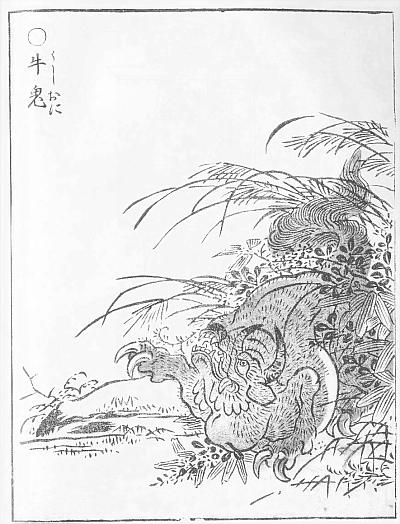
Ushioni (牛鬼, Ngưu Quỷ)
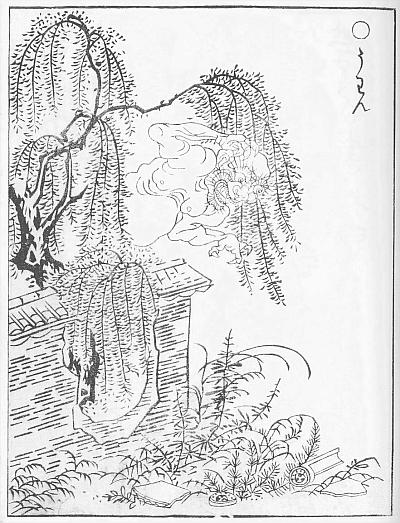
Uwan (うわん)